# إليانور مانينغ أوكونور
إليانور مانينغ أوكونور (بالإنجليزية: Eleanor Manning O'Connor) هي مهندسة معمارية أمريكية، ولدت في 24 يوليو 1884 في لين في الولايات المتحدة، وتوفيت في 12 يوليو 1973 في مدينة مكسيكو في المكسيك.